# John Wesley Crockett

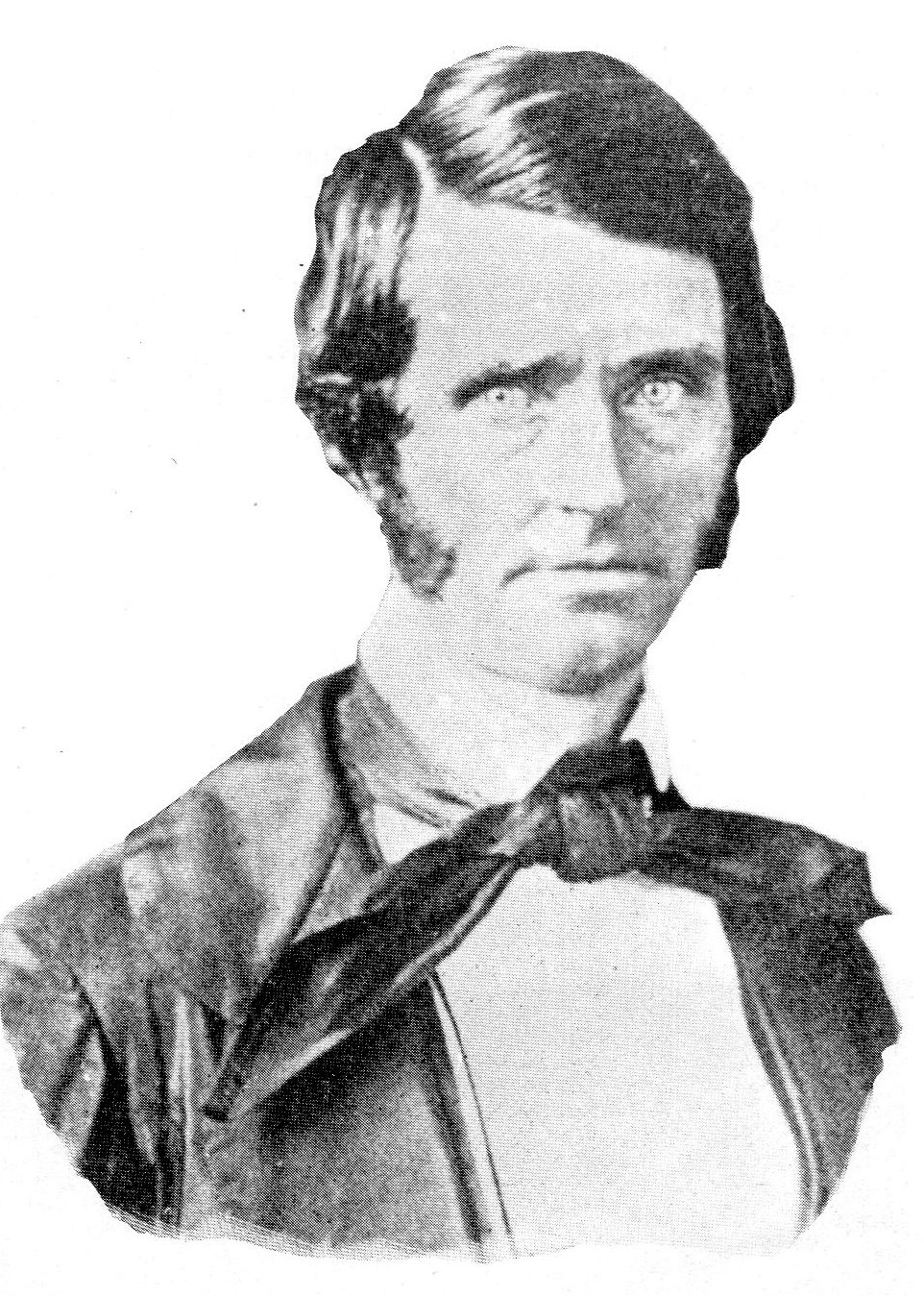
John Wesley Crockett

John Wesley Crockett (* 10. Juli 1807 in Trenton, Gibson County, Tennessee; † 24. November 1852 in Memphis, Tennessee) war ein US-amerikanischer Politiker. Zwischen 1837 und 1841 vertrat er den Bundesstaat Tennessee im US-Repräsentantenhaus.

## Leben
John Wesley Crockett war der Sohn des Kongressabgeordneten Davy Crockett, der auch durch seinen Tod beim Kampf um die Festung Alamo im Jahr 1836 bekannt geworden ist. Der jüngere Crockett besuchte die öffentlichen Schulen seiner Heimat. Nach einem anschließenden Jurastudium und seiner Zulassung als Rechtsanwalt begann er in Paris (Tennessee) in seinem neuen Beruf zu arbeiten. In der Folge bekleidete er mehrere lokale Ämter.
Seine eigentliche politische Laufbahn als Mitglied der Whig Party begann erst nach dem Tod seines Vaters. Bei den Kongresswahlen des Jahres 1836 wurde er im zwölften Wahlbezirk von Tennessee in das US-Repräsentantenhaus in Washington, D.C. gewählt, wo er am 4. März 1837 die Nachfolge von Adam Huntsman antrat. Diesen Distrikt hatte auch sein Vater bis 1835 im Kongress vertreten. Nach einer Wiederwahl konnte er bis zum 3. März 1841 zwei Legislaturperioden im Kongress absolvieren.
Nach seinem Ausscheiden aus dem US-Repräsentantenhaus war John Crockett zwischen 1841 und 1843 leitender Staatsanwalt im neunten Gerichtsbezirk von Tennessee. Im Jahr 1843 zog er nach New Orleans in Louisiana, wo er als Kommissionshändler arbeitete. Außerdem stieg er in das Zeitungsgeschäft ein, indem er eine Tageszeitung verlegte. 1852 zog Crockett nach Memphis, wo er am 24. November dieses Jahres verstarb.